# یانگ سونگ-گوک
یانگ سونگ-گوک (انگلیسی: Yang Song-guk; ۱۹ اوت ۱۹۴۴) بازیکن فوتبال اهل کره شمالی بود.
از باشگاه‌هایی که در آن بازی کرده‌است می‌توان به باشگاه ورزشی کیگوانچا اشاره کرد.
وی همچنین در تیم ملی فوتبال کره شمالی بازی کرده‌است.